# Chargeur hydraulique
 (novembre 2019).
Si vous disposez d'ouvrages ou d'articles de référence ou si vous connaissez des sites web de qualité traitant du thème abordé ici, merci de compléter l'article en donnant les références utiles à sa vérifiabilité et en les liant à la section « Notes et références ».
Un chargeur hydraulique est composé de deux bras parallèles mus par deux vérins hydrauliques qui s'installent de chaque côté du capot d'un tracteur. Deux autres vérins peuvent être au bout du chargeur pour faire basculer l'outil qui est au bout (fourche a piques, godet…). Il peut y avoir une troisième fonction hydraulique (griffe « crocodile » pour fourche à fumier ou godet multifonctions. Des chargeurs sont aussi équipés d'un système de parallélogramme qui permet de garder l'outil droit lorsque le bras monte ou descend (utile pour la manutention).